# Austromyrtus ploumensis
Austromyrtus ploumensis là một loài thực vật có hoa trong Họ Đào kim nương. Loài này được (Däniker) Burret mô tả khoa học đầu tiên năm 1941.